# Le Pian-Médoc
Le Pian-Médoc – miejscowość i gmina we Francji, w regionie Nowa Akwitania, w departamencie Żyronda.
Według danych na rok 1990 gminę zamieszkiwało 5078 osób, a gęstość zaludnienia wynosiła 169 osób/km² (wśród 2290 gmin Akwitanii Le Pian-Médoc plasuje się na 80. miejscu pod względem liczby ludności, natomiast pod względem powierzchni na miejscu 282.).